# Surrey Satellite Technology
A Surrey Satellite Technology Ltd, ou SSTL, é uma empresa nascida no centro de pesquisa da Universidade de Surrey, atualmente sob controle majoritário da EADS Astrium, que constrói e opera pequenos satélites.

## Histórico
A SSTL, iniciou suas atividades com satélites de radioamadorismo conhecidos como UoSAT (University of Surrey SATELLITE) ou como parte da série de satélites designada como OSCAR (Orbital Satellite Carrying Amateur Radio), a partir do OSCAR-9. A SSTL continua cooperando com o centro de pesquisas da Universidade, o Surrey Space Centre, que atua nas áreas de pesquisa sobre satélites e espaço.
A SSTL passou a fornecer serviços de sensoriamento remoto com o lançamento da Disaster Monitoring Constellation (DMC), em 2002, e uma companhia associada, a DMC International Imaging, adotando o Protocolo de Internet para a comunicação com esses e com os demais que ela constrói e opera, com muitas vantagens. A SSTL também está desenvolvendo um minisatélite geoestacionário para ser usado em órbita de transferência geoestacionária, (GMP-T) destinado ao mercado de telecomunicações sob a designação de SSTL-900.
A universidade vendeu 10% de sua participação na SSTL para a SpaceX em Janeiro de 2005. Mais tarde, em 2008, vendeu 80% da sua participação para a EADS Astrium in April 2008. Em Agosto de 2008, a SSTL abriu uma subsidiária nos Estados Unidos.
A SSTL foi agraciada com o prêmio: "Queen's Award for Technological Achievement" em 1998, e com o prêmio "Queen's Award for Enterprise" em 2005. Em 2006, a SSTL ganhou o prêmio "Times Higher Education Supplement" por sua excelência na contribuição em tecnologia e inovação. Em 2009, a SSTL foi ranqueada como a 89ª entre 997 companhias participantes do Sunday Times Top 100 companies to work for.

## Plataformas

### SSTL-100
Usada na série de satélites da Disaster Monitoring Constellation (DMC), tinha a capacidade de suportar uma ampla gama de cargas úteis, com as variantes: SSTL-100i 32 (1a geração da DMC) e SSTL-100i 22 (2a geração da DMC).
A Surrey está desenvolvendo, baseada nesta, uma plataforma otimizada para o foguete LauncherOne, em desenvolvimento pela Virgin Galactic.

### SSTL-150
É uma melhoria substancial em relação à anterior no que diz respeito a capacidade de carga útil, com melhorias na propulsão e um controle de atitude mais ágil, com as seguintes variantes: SSTL-150i 4 Agile (Beijing-1), SSTL-150i 2.5 Agile e SSTL-150 RapidEye.

### SSTL-300
A SSTL 300 foi projetada para aplicações de alta demanda de requisitos. Numa configuração bastante flexível, é capaz de suportar uma grande variedade de implementações, cargas úteis e configurações estruturais, com as seguintes variantes: SSTL-300i 2.5 Agile, SSTL-300i 1.0 Agile, SSTL-300i UHR, SSTL-300L e SSTL-300r.

### SSTL-900
Uma plataforma de comunicações de baixo custo, versátil, e também habilitada a missões de navegação e exploração espacial. A SSTL-900 é projetada para órbitas MEO, GEO, HEO e órbitas interplanetárias. Suas origens estão no primeiro satélite da série Galileo, o GIOVE-A.